# Frithiof Hedvall
Frithiof Theodor Hedvall, född 26 augusti 1894 i Göteborg, död där 31 mars 1957, var en svensk skådespelare, regissör, författare och turnéledare

## Biografi
Hedvall scendebuterade 1913 som Bläckstadius i Magister Bläckstadius vid en egen turné. Han hade sedan under åren 1914-1919 engagemang vid ett flertal olika sällskap, men 1919 fast anställning hos Hjalmar Selander fram till 1924. Sedan efter en tid som affärsman engagemang vid Folkteatern i Göteborg 1925-1930, södra Teatern 1930-1931, under våren 1932 med ett eget sällskap och 1933-1934 vid Lilla Teatern, Göteborg. Därefter vid olika teatrar i Stockholm och Göteborg. 

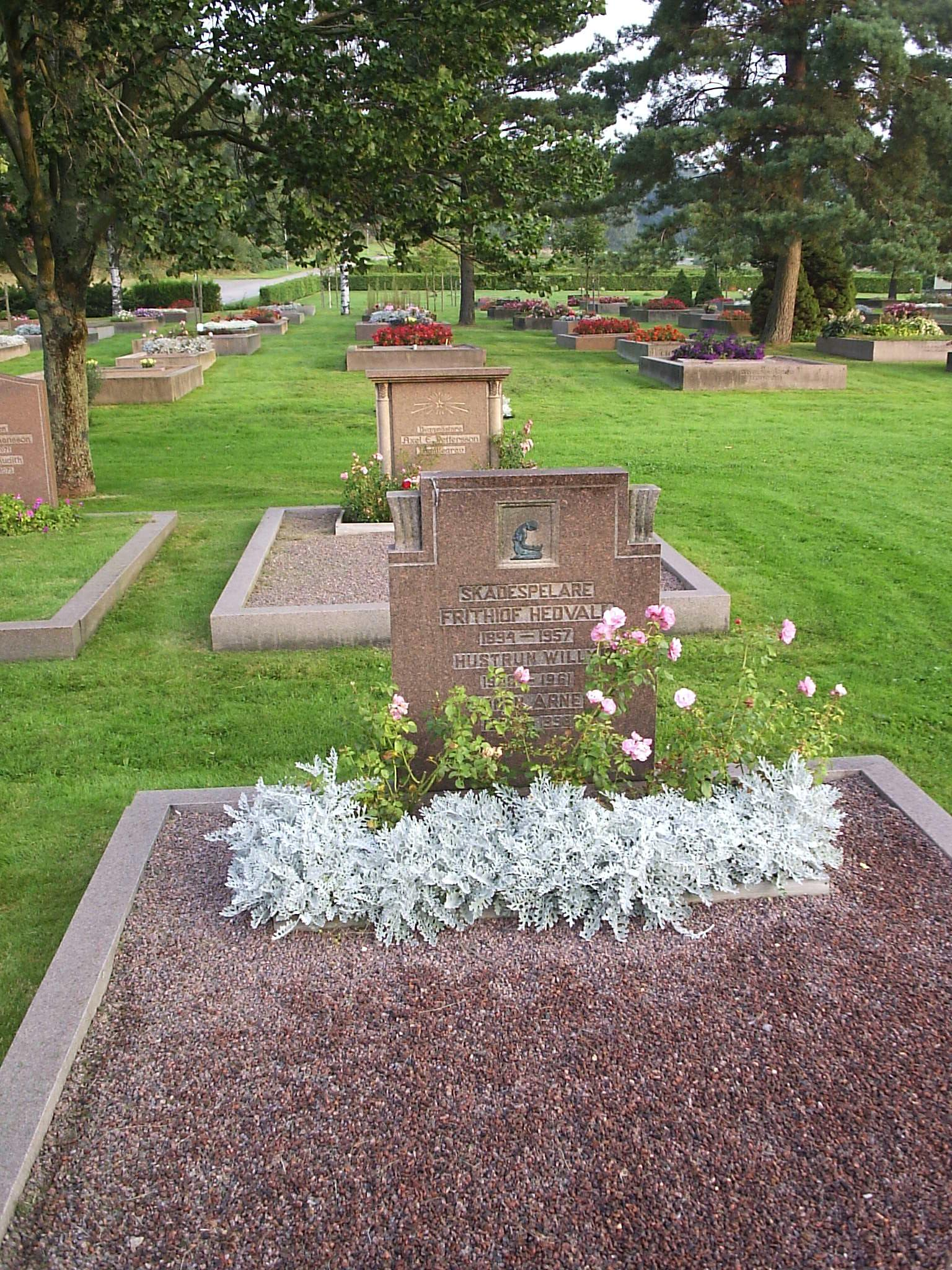
Frithiof Hedvalls familjegrav på Kvibergs kyrkogård i Göteborg.

Sedan 1925 gift med Willy Lindfors.

## Filmografi
- 1924 – Sten Stensson Stéen från Eslöv
- 1930 – Under röda fanor
- 1931 – Dantes mysterier
- 1931 – Skepp ohoj!
- 1931 – Trötte Teodor
- 1938 – En kvinnas ansikte
- 1938 – Två år i varje klass
- 1939 – Mot nya tider
- 1939 – Vi på Solgläntan
- 1940 – Blyge Anton
- 1942 – Himlaspelet
- 1942 – Sol över Klara
- 1943 – Det går som en dans...
- 1944 – Kurt gör slag i saken
- 1945 – Flickor i hamn
- 1951 – Skeppare i blåsväder

## Teater

### Roller
| År   | Roll                  | Produktion                                                       | Regi                | Teater                   |
| ---- | --------------------- | ---------------------------------------------------------------- | ------------------- | ------------------------ |
| 1937 |                       | Axel i sjunde himlen Paul Morgan, Hans Schütz och Ralph Benatzky | Max Hansen          | Vasateatern              |
| 1938 |                       | Stockholmsfilurer Gideon Wahlberg                                | Gideon Wahlberg     | Odeonteatern, Stockholm  |
| 1939 |                       | Luftman & C:o Gideon Wahlberg                                    |                     | Odeonteatern, Stockholm  |
| 1939 |                       | Friar'n från Kisa Sigge Fischer                                  |                     | Odeonteatern, Stockholm  |
| 1945 | Wun-Hsi               | Geishan Sidney Jones, Owen Hall och Harry Greenbank              | Oscar Winge         | Malmö stadsteater        |
| 1949 | Romuald Messerschmann | Slottsbalen Jean Anouilh                                         | Börje Nyberg        | Helsingborgs stadsteater |
| 1950 | Charley               | En handelsresandes död Arthur Miller                             | Lars-Levi Læstadius | Helsingborgs stadsteater |
| 1950 | Sir Roger Oateley     | Skomakarens frimåndag Thomas Dekker                              | Lars-Levi Læstadius | Helsingborgs stadsteater |
| 1954 |                       | Guds gröna ängar Marc Connelly                                   | Johan Falck         | Helsingborgs stadsteater |
| 1954 |                       | Skådespelaren Rudolf Värnlund                                    | Johan Falck         | Helsingborgs stadsteater |
| 1954 | Wilbur                | Kärlek eller pengar F. Hugh Herbert                              | Johan Falck         | Helsingborgs stadsteater |
| 1954 | Onkel Henrik          | Oh, mein Papa! Paul Burkhard, Jürg Amstein, Robert Gilbert       | Åke Engfeldt        | Helsingborgs stadsteater |
| 1955 | Axel Oxenstierna      | Kristina August Strindberg                                       | Johan Falck         | Helsingborgs stadsteater |
| 1955 | Professor Willard     | Vår lilla stad Thornton Wilder                                   | Erik Berglund       | Helsingborgs stadsteater |